# Centro de Fotografía Isla de Tenerife
La creación del Centro de Fotografía Isla de Tenerife, basada en la premisa de “tratar de impulsar vertientes de la creación artística de enorme potencial de expresión contemporánea, y en el rescate y preservación de nuestro propio patrimonio de imágenes”, tiene lugar en sesión ordinaria, el 30 de noviembre de 1989 del Cabildo de Tenerife, en donde se integra en el Organismo Autónomo de Museos y Centros, siendo adscrito a finales de 2008,a TEA Tenerife Espacio de las Artes,anteriormente Instituto Óscar Domínguez (IODACC) en donde, desde el inicio del proyecto, se contempló que formaría parte del mismo complejo arquitectónico proyectado por el estudio Herzog & De Meuron junto con Virgilio Gutiérrez. Actualmente su espacio de consulta se encuentra integrado dentro del Centro de Documentación y Biblioteca de Arte de TEA proporcionando diversos servicios, no sólo a creadores e investigadores sino a un número creciente de público en general.

## Descripción
Sus objetivos generales serían los de la difusión de la cultura fotográfica, el rescate y conservación del patrimonio fotográfico, fomentar la creación artística, y difundir nuestra propia realidad social y cultural.
El Centro de Fotografía Isla de Tenerife se encontraba ubicado en el edificio de estilo neoclásico de Santa Cruz de Tenerife denominado actualmente Centro de Arte La Recova. Construido por el arquitecto Manuel de Oráa en 1847, este sobrio inmueble destinado originalmente a albergar el mercado de la ciudad, y posteriormente utilizado para diversas actividades, fue en 1991 acondicionado para albergar en una de sus alas, al Centro de Fotografía. Su primer director fue Francisco González. A partir de 1996 pasó a ser dirigido por Antonio Vela de la Torre hasta su jubilación en 2016. Desde ese momento la dirección recae en la persona que dirige el TEA, en este momento el historiador del arte Gilberto González. 
El Centro trata de dar respuesta a la necesidad de un espacio idóneo para la exhibición, y el estudio de la fotografía, tradicional y contemporánea, incluyendo la presentación de otros lenguajes alternativos, su integración con las nuevas tecnologías, y el arte contemporáneo. 
La presentación y producción de fotografía, permite dar a conocer la enorme riqueza del medio, corrientes, temáticas y técnicas más sobresalientes dentro del panorama de la creación, tanto en el ámbito local, nacional, como internacional. Ofrece un programa anual de exposiciones que permiten el contacto con tendencias y obras de distintos autores de renombre,  y creadores emergentes de las propias islas. A lo largo de estos años se han realizado un total de más de 400 exposiciones.  Se destaca dentro de la actividad expositiva, la organización de la Bienal Internacional de Fotografía,
FOTONOVIEMBRE.
El Centro también oferta a otras entidades, en calidad de préstamo, una serie de muestras itinerantes que provienen de sus propias colecciones y fondos  - históricos, y contemporáneos - que tiene como objetivo su difusión en distintos ámbitos geográficos y sociales.Colabora frecuentemente con otras iniciativas de instituciones, entidades, promotores, artistas y estudiosos.
Dirigido a ofrecer información actualizada que facilite un acercamiento a los medios de la imagen, e incida en la formación sobre distintos aspectos, realizando talleres, seminarios, conferencias, y visitas guiadas, en donde se genere un diálogo y un contacto directo con el medio fotográfico.
En el aspecto patrimonial, imprescindible sección del Centro de Fotografía,  se encuentra la dedicada a la formación, restauración en su caso, y conservación, de sus fondos y colecciones.  Emplea para ello los recursos materiales, técnicas adecuadas, y las condiciones ambientales precisas, de iluminación, temperatura y humedad ideales para su conservación. Entre sus fondos referentes a Canarias, destacan la colección de negativos sobre vidrio y numerosos originales sobre papel, realizados en los siglos XIX y XX. La colección de placas estereoscópicas, y los diversos fondos contemporáneos con obras de autores locales y foráneos tales como: Manuel Álvarez Bravo,Alberto Shommer, Carlos Schwartz, Javier Vallhonrat, Néstor Torrens, Graciela Iturbide, Juan Carlos Batista, Ferrán Freixa, Teresa Arozena, Rafael Navarro, Carmela García, Francis Naranjo, Ferrero Villares, Pilar Pequeño, Julio Álvarez Yagüe, Isabel Flores, Pierre Molinier, Miwa Yanagi, Adam Fuss, Tarek Ode, Poldo Cebrián, Luigi Guirri, Juan Hidalgo, David Lachapelle, Trino Garriga, Karina Beltrán, o Pierre Vallet entre otros. Su colección de fotografía contiene más de 60.000 items.
Igualmente el Centro cuenta con colecciones de cámaras y útiles fotográficos de varios períodos, con especial incidencia, en aquellos representativos de su evolución técnica, y destinadas a formar parte de futuras exposiciones y otras actividades didácticas.
Actualmente se continúa trabajando en la creación de un núcleo de información digitalizado que permita el acceso y consulta del material gráfico, bibliográfico, y documental, sin menoscabo de su integridad.
El Centro de Fotografía ha participado junto con las islas Azores, y Madeira, en el proyecto MEDIAT (Memoria Digital Atlántica), interviniendo como socios DRAC Madeira a través del Museu Vicentes, El Museo Canario, DRAC Açores, ADIRAH – Açores, y el Cabildo de Tenerife – Centro de Fotografía Isla de Tenerife.